# UNMIH

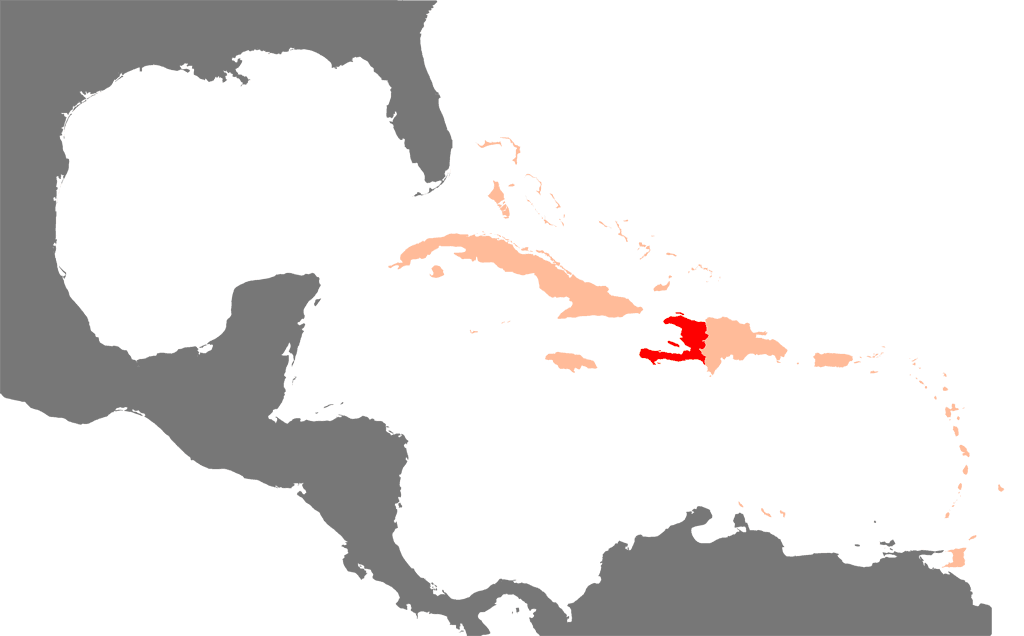
Haïti.

De United Nations Mission in Haïti (UNMIH), of Missie van de VN in Haïti in het Nederlands, was een VN-vredesmacht in Haïti van september 1993 tot juni 1996.

## Achtergrond
Na decennia onder dictatoriaal bewind won Jean-Bertrand Aristide in december 1990 de
verkiezingen in Haïti. In september 1991 werd hij met een staatsgreep verdreven. Nieuwe
verkiezingen werden door de internationale gemeenschap afgeblokt waarna het land in de chaos verzonk.
Een militaire junta nam in die periode het bestuur over. Er was een akkoord gesloten dat onder meer bepaalde
dat het Haïtiaanse leger moest worden gemoderniseerd en een nieuwe politiemacht opgericht.

## Mandaat
UNMIH werd opgericht met maximaal 567 politiewaarnemers, 700 militairen en 60 instructeurs. De waarnemers
zouden de politie van Haïti begeleiden en toezien op hun operaties. De anderen zouden het leger moderniseren.
De militaire autoriteit in Haïti werkte echter niet mee waardoor de missie niet van start kon gaan.
Een multinationale macht onder Amerikaanse leiding bracht daar in 1994 verandering in. Nadat een stabiele
omgeving was opgezet zou UNMIH de taken van de macht overnemen. Daarvoor werd ze uitgebreid tot 6000 troepen.
UNMIH moest nu ook mee zorgen voor de veiligheid en helpen met de organisatie van verkiezingen.

## Medaille
Ook Nederlanders werden gedecoreerd met de voor de medewerkers ingestelde Medaille voor Vredesmissies van de Verenigde Naties aan het voor UNMIH, UNSMIH, UNTMIH en MIPONUH en MICAH vastgestelde blauwe lint met in het midden de kleuren van de vlag van Haïti. De bronzen medailles zijn bij alle Medailles voor Vredesmissies van de Verenigde Naties gelijk. Men stelt bij iedere vredesmissie een ander lint in waaraan de ronde medaille op de linkerborst wordt gedragen. Het lint heeft in de meeste gevallen, en ook hier, betrekking op de kleuren van het land waar de vredesmissie wordt uitgevoerd.

## Beschrijving

### Kosten
De hele missie kostte bruto zo'n 320 miljoen dollar of omgerekend ongeveer €230
miljoen.

### Sterkte
| Onderdeel    | Initieel toegestaan | Maximaal toegestaan | Hoogtepunt (30 juni 1995) | Eindperiode | Slachtoffers |
| ------------ | ------------------- | ------------------- | ------------------------- | ----------- | ------------ |
| Politie      | 567                 | 900                 | 847                       | 300         | 3            |
| Militairen   | 700                 | 6000                | 6065                      | 1200        | 6            |
| Instructeurs | 60                  |                     |                           |             |              |

### Landen
- Algerije
- Antigua en Barbuda
- Argentinië
- Oostenrijk
- Bahama's
- Bangladesh
- Barbados
- Belize
- Benin

- Canada
- Djibouti
- Frankrijk
- Guatemala
- Guinee-Bissau
- Guyana
- Honduras
- India

- Ierland
- Jamaica
- Jordanië
- Mali
- Nepal
- Nederland
- Nieuw-Zeeland
- Pakistan
- Filipijnen

- Rusland
- Saint Kitts en Nevis
- Saint Lucia
- Suriname
- Togo
- Trinidad en Tobago
- Tunesië
- Verenigde Staten

## Betrokken resoluties van de Veiligheidsraad
- Resolutie 867 Veiligheidsraad Verenigde Naties: oprichting
- Resolutie 905 Veiligheidsraad Verenigde Naties: eerste verlenging
- Resolutie 933 Veiligheidsraad Verenigde Naties: tweede verlenging
- Resolutie 940 Veiligheidsraad Verenigde Naties: derde verlenging en herziening mandaat
- Resolutie 975 Veiligheidsraad Verenigde Naties: herziening mandaat
- Resolutie 1048 Veiligheidsraad Verenigde Naties: laatste verlenging